# Giordano Bortolani
Giordano Bortolani (Sant'Agata di Militello, 2 dicembre 2000) è un cestista italiano.

## Carriera

### Club
Cresciuto nel settore giovanile, ha disputato 4 presenze in Serie A con l'Olimpia Milano, mentre era in doppio tesseramento con Bernareggio in Serie B. Successivamente nel luglio del 2018, viene girato in prestito in Serie A2 a Legnano, con cui segna 12 punti di media, mentre nel luglio 2019 passa sempre in prestito alla Pallacanestro Biella dove segna 15 punti di media a partita nelle 25 gare disputate con la società piemontese. Il 20 giugno del 2020 rinnova per cinque anni con Milano per poi essere girato nuovamente in prestito il primo luglio successivo, questa volta nella massima serie italiana al Basket Brescia Leonessa.
L'8 luglio 2021 passa sempre con la formula del prestito al Treviso Basket. mentre l'anno successivo gioca con Verona. Nel luglio 2023 l'Olimpia annuncia che "il giocatore farà parte della prima squadra per la stagione 2023-2024".

### Nazionale
Nell'estate del 2018 prende parte con l'Italia under 18, agli Europei Under-18 di Ventspils.
Il 20 febbraio 2020 ha esordito con la Nazionale maggiore nell'incontro valevole per le Qualificazioni al Campionato europeo maschile di pallacanestro 2021 contro la Russia, mettendo a referto 3 punti.

## Statistiche

### Eurolega
| Anno      | Squadra        | PG | PT | MP  | TC%  | 3P%  | TL%  | RP  | AP  | PRP | SP  | PP  |
| --------- | -------------- | -- | -- | --- | ---- | ---- | ---- | --- | --- | --- | --- | --- |
| 2023-2024 | Olimpia Milano | 18 | 0  | 7,5 | 38,0 | 44,7 | 92,3 | 0,7 | 0,3 | 0,2 | 0,0 | 4,4 |
| 2024-2025 | Olimpia Milano | 4  | 0  | 7,5 | 55,6 | 50,0 | 50,0 | 0,8 | 0,8 | 0,2 | 0,0 | 4,2 |
| Carriera  | Carriera       | 22 | 0  | 7,3 | 43,3 | 45,2 | 86,7 | 0,7 | 0,4 | 0,2 | 0,0 | 4,4 |

### Eurocup
| Anno      | Squadra  | PG | PT | MP   | TC%  | 3P%  | TL% | RP  | AP  | PRP | SP  | PP  |
| --------- | -------- | -- | -- | ---- | ---- | ---- | --- | --- | --- | --- | --- | --- |
| 2020-2021 | Brescia  | 9  | 2  | 14,3 | 47,8 | 36,4 | 100 | 1,1 | 0,6 | 0,2 | 0,1 | 6,4 |
| Carriera  | Carriera | 9  | 2  | 14,3 | 47,8 | 36,4 | 100 | 1,1 | 0,6 | 0,2 | 0,1 | 6,4 |

### Nazionale
| Cronologia completa delle presenze e dei punti in Nazionale - Italia | Cronologia completa delle presenze e dei punti in Nazionale - Italia | Cronologia completa delle presenze e dei punti in Nazionale - Italia | Cronologia completa delle presenze e dei punti in Nazionale - Italia | Cronologia completa delle presenze e dei punti in Nazionale - Italia | Cronologia completa delle presenze e dei punti in Nazionale - Italia | Cronologia completa delle presenze e dei punti in Nazionale - Italia | Cronologia completa delle presenze e dei punti in Nazionale - Italia |
| Data                                                                 | Città                                                                | In casa                                                              | Risultato                                                            | Ospiti                                                               | Competizione                                                         | Punti                                                                | Note                                                                 |
| -------------------------------------------------------------------- | -------------------------------------------------------------------- | -------------------------------------------------------------------- | -------------------------------------------------------------------- | -------------------------------------------------------------------- | -------------------------------------------------------------------- | -------------------------------------------------------------------- | -------------------------------------------------------------------- |
| 20/02/2020                                                           | Napoli                                                               | Italia                                                               | 83 - 64                                                              | Russia                                                               | Qual. Euro 2022                                                      | 3                                                                    | [ 7 ]                                                                |
| 23/02/2020                                                           | Tallinn                                                              | Estonia                                                              | 81 - 87                                                              | Italia                                                               | Qual. Euro 2022                                                      | 0                                                                    | [ 8 ]                                                                |
| 18/02/2021                                                           | Perm'                                                                | Italia                                                               | 92 - 84                                                              | Macedonia del Nord                                                   | Qual. Euro 2022                                                      | 7                                                                    | [ 9 ]                                                                |
| 21/02/2021                                                           | Perm'                                                                | Macedonia del Nord                                                   | 87 - 78                                                              | Italia                                                               | Qual. Euro 2022                                                      | 11                                                                   | [ 10 ]                                                               |
| 18/06/2021                                                           | Amburgo                                                              | Italia                                                               | 82 - 56                                                              | Tunisia                                                              | Torneo amichevole                                                    | 6                                                                    | [ 11 ]                                                               |
| 19/06/2021                                                           | Amburgo                                                              | Italia                                                               | 83 - 71                                                              | Rep. Ceca                                                            | Torneo amichevole                                                    | 0                                                                    | [ 12 ]                                                               |
| 20/06/2021                                                           | Amburgo                                                              | Germania                                                             | 91 - 79                                                              | Italia                                                               | Torneo amichevole                                                    | 3                                                                    | [ 13 ]                                                               |
| 26/11/2021                                                           | San Pietroburgo                                                      | Russia                                                               | 92 - 78                                                              | Italia                                                               | Qual. Mondiali 2023                                                  | 0                                                                    | [ 14 ]                                                               |
| 23/02/2023                                                           | Livorno                                                              | Italia                                                               | 85 - 75                                                              | Ucraina                                                              | Qual. Mondiali 2023                                                  | 3                                                                    | [ 15 ]                                                               |
| 26/02/2023                                                           | Cáceres                                                              | Spagna                                                               | 68 - 72                                                              | Italia                                                               | Qual. Mondiali 2023                                                  | 2                                                                    | [ 16 ]                                                               |
| 25/02/2024                                                           | Szombathely                                                          | Ungheria                                                             | 62 - 83                                                              | Italia                                                               | Qual. Euro 2025                                                      | 12                                                                   | [ 17 ]                                                               |
| 23/06/2024                                                           | Trento                                                               | Italia                                                               | 79 - 68                                                              | Georgia                                                              | Torneo amichevole                                                    | 3                                                                    | [ 18 ]                                                               |
| 25/06/2024                                                           | Madrid                                                               | Spagna                                                               | 84 - 87 dts                                                          | Italia                                                               | Amichevole                                                           | 0                                                                    | [ 19 ]                                                               |
| 03/07/2024                                                           | San Juan                                                             | Italia                                                               | 114 - 53                                                             | Bahrein                                                              | Qual. Olimpiadi 2024                                                 | 11                                                                   | [ 20 ]                                                               |
| 05/07/2024                                                           | San Juan                                                             | Porto Rico                                                           | 80 - 69                                                              | Italia                                                               | Qual. Olimpiadi 2024                                                 | 0                                                                    | [ 21 ]                                                               |
| 07/07/2024                                                           | San Juan                                                             | Italia                                                               | 64 - 88                                                              | Lituania                                                             | Qual. Olimpiadi 2024                                                 | 0                                                                    | [ 22 ]                                                               |
| 22/11/2024                                                           | Reykjavík                                                            | Islanda                                                              | 71 - 95                                                              | Italia                                                               | Qual. Euro 2025                                                      | 15                                                                   | [ 23 ]                                                               |
| 25/11/2024                                                           | Reggio Emilia                                                        | Italia                                                               | 74 - 81                                                              | Islanda                                                              | Qual. Euro 2025                                                      | 8                                                                    | [ 24 ]                                                               |
| 20/02/2025                                                           | Istanbul                                                             | Turchia                                                              | 67 - 80                                                              | Italia                                                               | Qual. Euro 2025                                                      | 16                                                                   | [ 25 ]                                                               |
| 23/02/2025                                                           | Reggio Calabria                                                      | Italia                                                               | 67 - 71                                                              | Ungheria                                                             | Qual. Euro 2025                                                      | 13                                                                   | [ 26 ]                                                               |
| 02/08/2025                                                           | Trento                                                               | Italia                                                               | 87 - 61                                                              | Islanda                                                              | Torneo amichevole                                                    | 3                                                                    | [ 27 ]                                                               |
| 03/08/2025                                                           | Trento                                                               | Italia                                                               | 80 - 56                                                              | Senegal                                                              | Torneo amichevole                                                    | 1                                                                    | [ 28 ]                                                               |
| Totale                                                               |                                                                      | Presenze                                                             | 22                                                                   |                                                                      | Punti                                                                | 117                                                                  |                                                                      |

## Palmarès

### Club
- Campionato italiano: 1

Olimpia Milano: 2023-2024
- Supercoppa italiana: 1

Olimpia Milano: 2024

### Individuale
- Basketball Champions League Best Young Player: 1

Treviso: 2021-2022